# Gemini 1

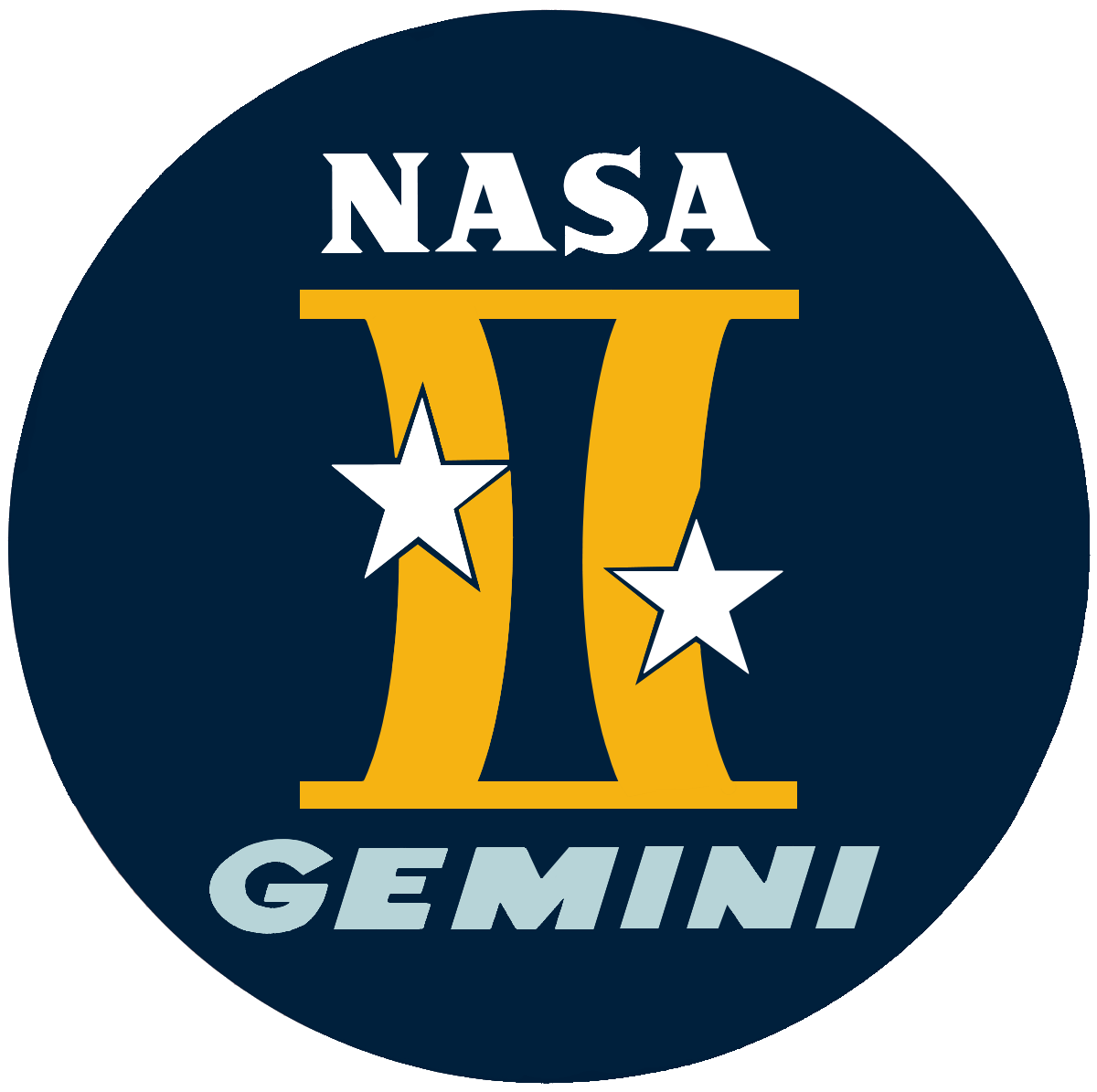
Patch Gemini 1

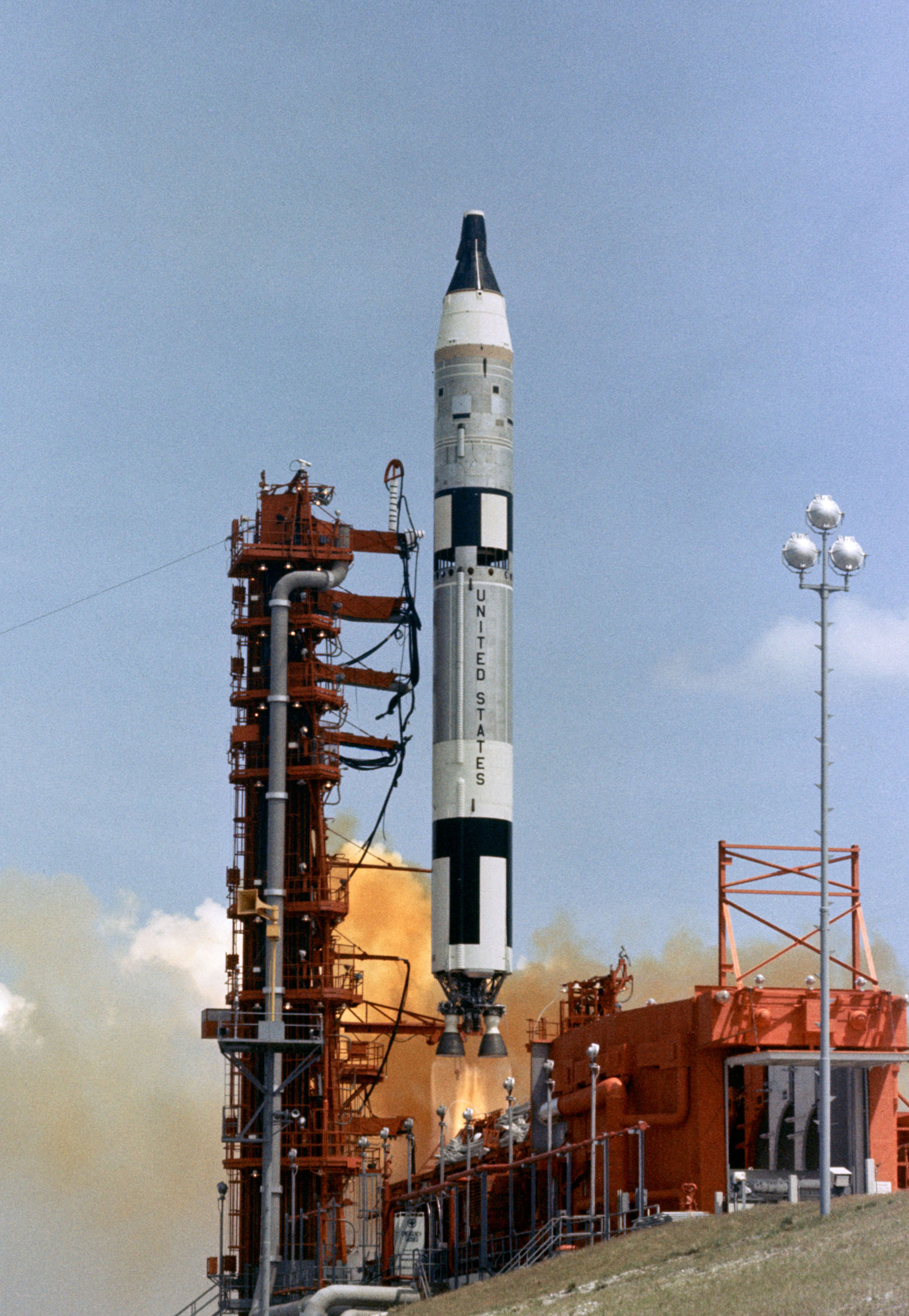
Lancering Gemini 1

Gemini 1 was een onbemande testvlucht in het kader van NASA's Geminiprogramma. Het ruimtevaartuig werd op 8 april 1964 gelanceerd en na drie omwentelingen was de testvlucht afgelopen. Op 12 april 1964 brandde het restant van het ruimtevaartuig zoals gepland op in de aardse atmosfeer. Om die verbranding te bewerkstelligen was het weliswaar geïnstalleerd hitteschild met vier grote gaten onklaar gemaakt. Met deze destructieve terugkeer eindigde missie Gemini 1.

## Vluchtgegevens
- lancering:
  - tijd: 8 april 1964 16:01 GMT/UTC
  - plaats: Cape Canaveral, Verenigde Staten (lanceer complex LC19)
- roepnaam (call sign): Gemini 1
- bemanning: 
  - geen
- duur van de vlucht: 3,958 dagen (3 dagen 22 uur 59 min.)
- maximale baanhoogte: 320 km
- landing:
  - tijd: 12 april 1964 15:00 GMT/UTC
  - plaats: Atlantische Oceaan, halverwege Zuid-Amerika en Afrika

Gemini 1 · 
Gemini 2 · 
Gemini 3 · 
Gemini 4 · 
Gemini 5 · 
Gemini 6A · 
Gemini 7 · 
Gemini 8 · 
Gemini 9A · 
Gemini 10 · 
Gemini 11 · 
Gemini 12